# Котли (Бузет)
Котли  (итал. Cottole) је насељено место у Истарској жупанији, Република Хрватска. Административно је у саставу Града Бузета.

## Становништво
Према задњем попису становништва из 2001. године у насељу Котли живео је 1 становника који су живели у 1 непородичном домаћинству.
Кретање броја становника по пописима 1857—2001.
| година пописа  | 1857. | 1869. | 1880. | 1890. | 1900. | 1910. | 1921. | 1931. | 1948. | 1953. | 1961. | 1971. | 1981. | 1991. | 2001. |
| бр. становника | 93    | 101   | 100   | 110   | 101   | 119   | 0     | 0     | 96    | 94    | 45    | 14    | 6     | 0     | 1     |

Напомена:До 1948. исказивано под именом Котле. У 1921. и 1931. подаци су садржани у насељу Хум. У 1991. без становника.